# 23949 Dazapata
23949 Dazapata è un asteroide della fascia principale. Scoperto nel 1998, presenta un'orbita caratterizzata da un semiasse maggiore pari a 3,0014273 UA e da un'eccentricità di 0,1003207, inclinata di 9,02711° rispetto all'eclittica.